# Edelhof (Gemeinde Zwettl-Niederösterreich)
Edelhof ist eine Ortschaft und eine Katastralgemeinde der Gemeinde Zwettl-Niederösterreich im Bezirk Zwettl in Niederösterreich. Die Ortschaft hat 0 Einwohner (Stand 1. Jänner 2024).

## Geografie
Der gleich im Anschluss an das Siedlungsgebiet von Rudmanns gelegene Edelhof ist formal eine Ortschaft und eine Katastralgemeinde der Gemeinde Zwettl, kann jedoch mangels Einwohner kaum als eigener Ort gelistet werden. Dort befinden sich unter anderem der ehemalige Gutshof Edelhof, der seit 1873 eine landwirtschaftliche Fachschule beherbergt, sowie das Waldviertel-Management, eine Trabrennbahn und das 2008 errichtete Fußballstadion von Zwettl.

## Siedlungsentwicklung
Zum Jahreswechsel 1979/1980 befanden sich in der Katastralgemeinde Edelhof insgesamt 17 Bauflächen mit 14.653 m² und 10 Gärten auf 32.835 m², 1989/1990 gab es 9 Bauflächen. 1999/2000 war die Zahl der Bauflächen auf 20 angewachsen und 2009/2010 bestanden 15 Gebäude auf 26 Bauflächen.

## Geschichte
Laut Adressbuch von Österreich waren im Jahr 1938 in Edelhof eine Schneiderin, ein Tischler und die Landes-Ackerbauschule verzeichnet.

## Bodennutzung
Die Katastralgemeinde ist landwirtschaftlich geprägt. 171 Hektar wurden zum Jahreswechsel 1979/1980 landwirtschaftlich genutzt und 7 Hektar waren forstwirtschaftlich geführte Waldflächen. 1999/2000 wurde auf 162 Hektar Landwirtschaft betrieben und 11 Hektar waren als forstwirtschaftlich genutzte Flächen ausgewiesen. Ende 2018 waren 147 Hektar als landwirtschaftliche Flächen genutzt und Forstwirtschaft wurde auf 13 Hektar betrieben. Die durchschnittliche Bodenklimazahl von Edelhof beträgt 28,5 (Stand 2010).

## Bildung
- Landwirtschaftliche Fachschule Edelhof[5]

## Sehenswürdigkeiten
- Gutshof Edelhof, ein schlossartig ausgebauter ehemaliger Wirtschaftshof des Stifts Zwettl

## Sport
- Sportanlage Edelhof